# Annemarie Zimmermann
Annemarie Zimmermann (Lendersdorf 10 juni 1940) is een Duits kanovaarster.
Zimmermann werd in 1964 en 1968 samen met Roswitha Esser olympisch kampioen in de K-2 over 500 meter, samen waren ze in 1963 wereldkampioen in de K-2 over 500 meter geworden.

## Belangrijkste resultaten

### Olympische Zomerspelen
| Editie | Plaats      | Resultaten |
| ------ | ----------- | ---------- |
| 1964   | Tokio       | K-2 500m   |
| 1968   | Mexico-stad | K-2 500m   |

### Wereldkampioenschappen vlakwater
| Jaar | Plaats | Resultaten          |
| ---- | ------ | ------------------- |
| 1963 | Jajce  | K-2 500m · K-4 500m |

1960: Antonina Seredina & Maria Sjoebina ·
1964: Roswitha Esser & Annemarie Zimmermann ·
1968: Roswitha Esser & Annemarie Zimmermann ·
1972: Jekaterina Koerysjko & Ljoedmila Pinajeva-Chvedosjoek ·
1976: Nina Gopova & Galina Kreft ·
1980: Martina Bischof & Carsta Genäuß ·
1984: Agneta Andersson & Anna Olsson ·
1988: Anke Nothnagel & Birgit Schmidt-Fischer ·
1992: Ramona Portwich & Anke von Seck-Nothnagel ·
1996: Agneta Andersson & Susanne Gunnarsson-Wiberg ·
2000: Birgit Fischer & Katrin Wagner-Augustin ·
2004: Natasa Janics & Katalin Kovács ·
2008: Natasa Janics & Katalin Kovács ·
2012: Tina Dietze & Franziska Weber ·
2016: Danuta Kozák & Gabriella Szabó ·
2020: Lisa Carrington & Caitlin Regal ·
2020: Lisa Carrington & Alicia Hoskin
- Gemeinsame Normdatei: 1067247521
- Virtual International Authority File: 315074004